# Gnophos subsignaria
Gnophos subsignaria är en fjärilsart som beskrevs av Otto Staudinger 1892. Gnophos subsignaria ingår i släktet Gnophos och familjen mätare. Inga underarter finns listade i Catalogue of Life.